# ヘンリー・ピータース・グレイ
ヘンリー・ピータース・グレイ（Henry Peters Gray、1819年6月23日 - 1877年11月12日）は、アメリカ合衆国の画家である。肖像画や風俗画を描いた。

## 略歴
ニューヨークに生れた。ナショナル・アカデミー・オブ・デザインの3代目の校長を務めることになる画家のダニエル・ハンティントン（1816年-1906年）の弟子に1838年になった。1842年にアカデミーの会員に選ばれた。バンティントンの勧めで1839年から1843年までヨーロッパに留学し、1846年からもヨーロッパに旅した。ローマに渡り、イタリアのルネサンスの巨匠の作品を研究した。
古典的なスタイルの歴史画や風俗画を描き当時のアメリカで人気のある画家になった。
1869年にハンティントンの後任としてナショナル・アカデミー・オブ・デザインの校長職に就き、1871年まで校長を務めた。1871年にフィレンツェに移り1874年まで滞在した。後年は肖像画を多く描いた。

## 作品

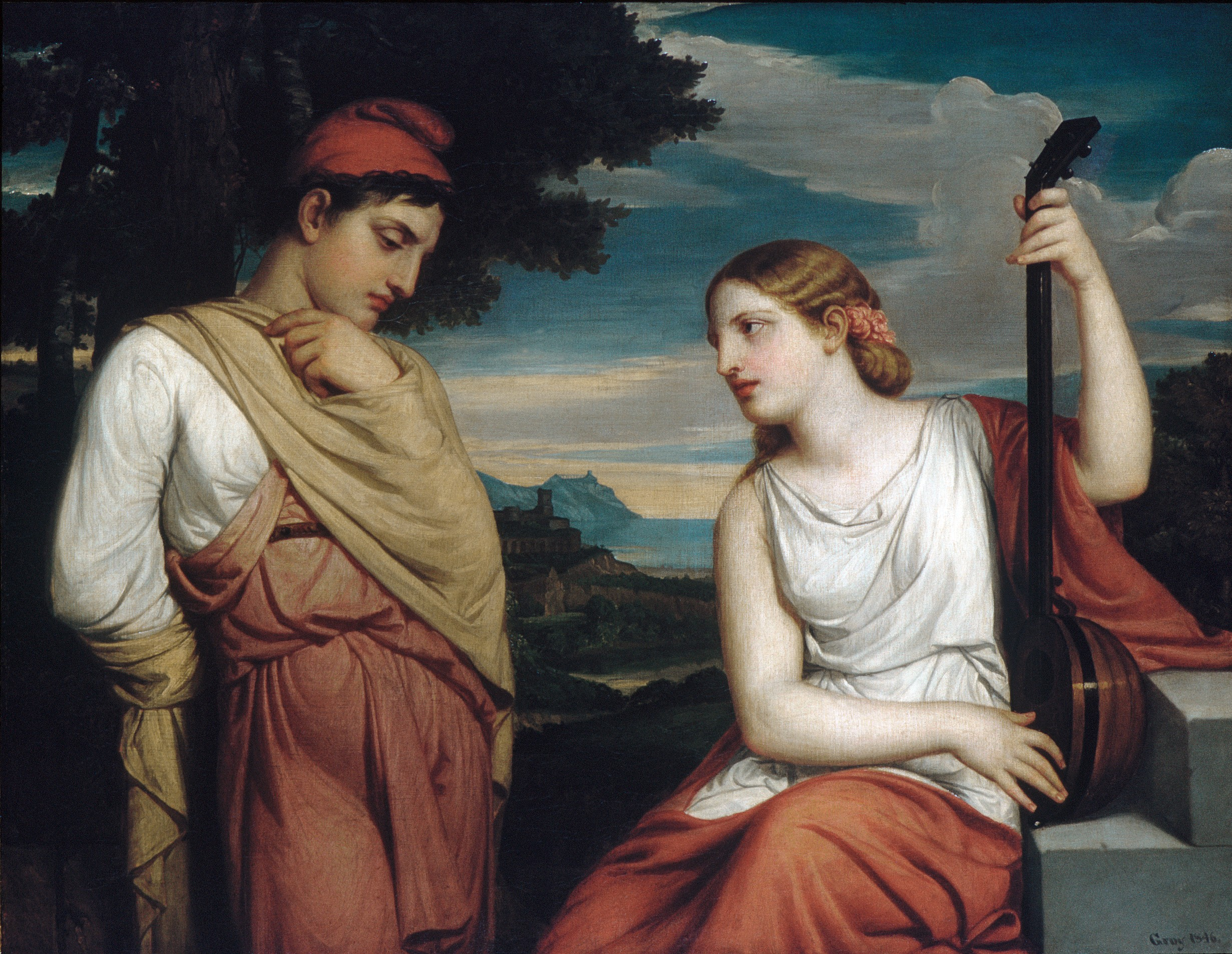
「ギリシャの恋人たち」(1846)
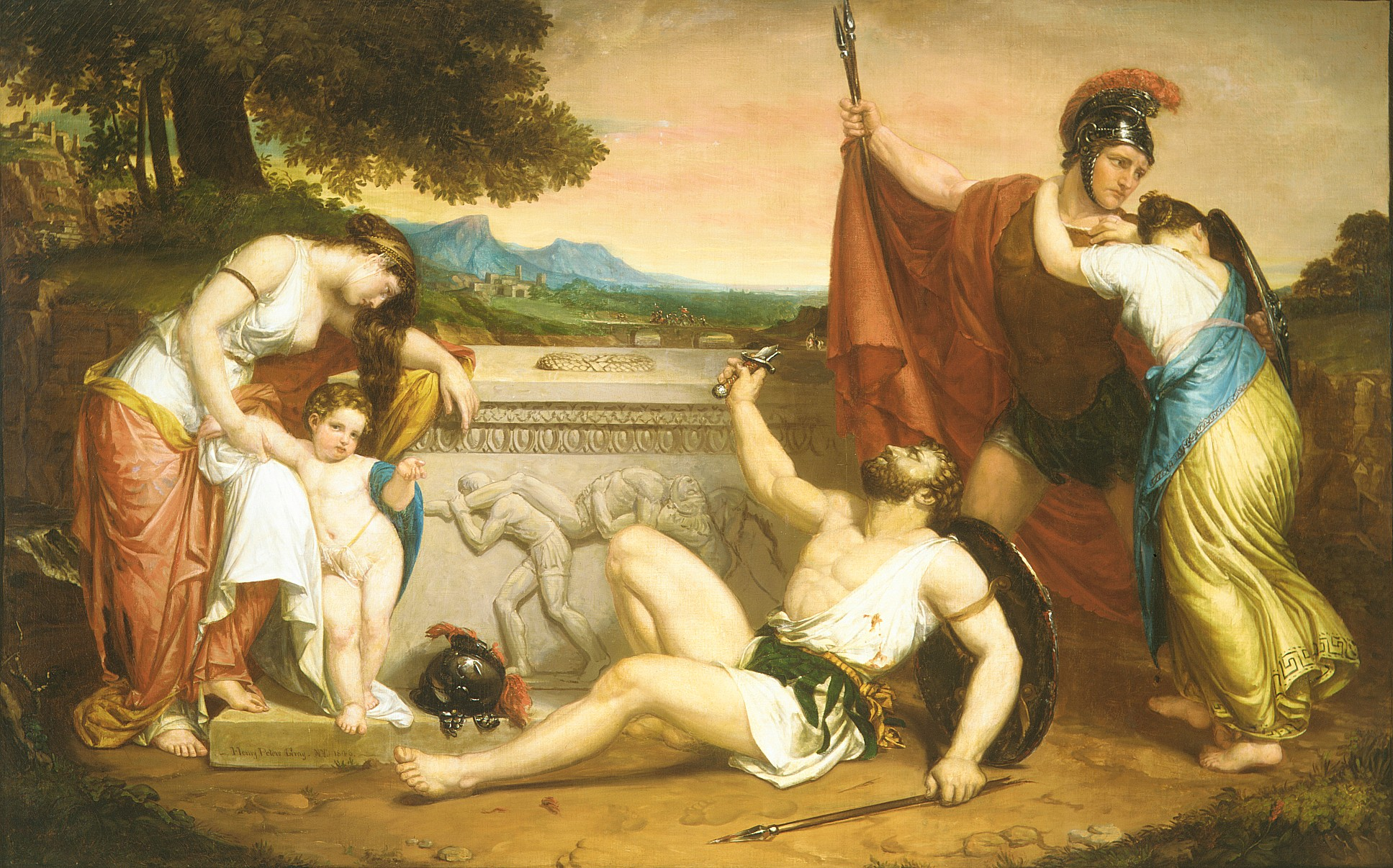
"The Wages of War" (1848)
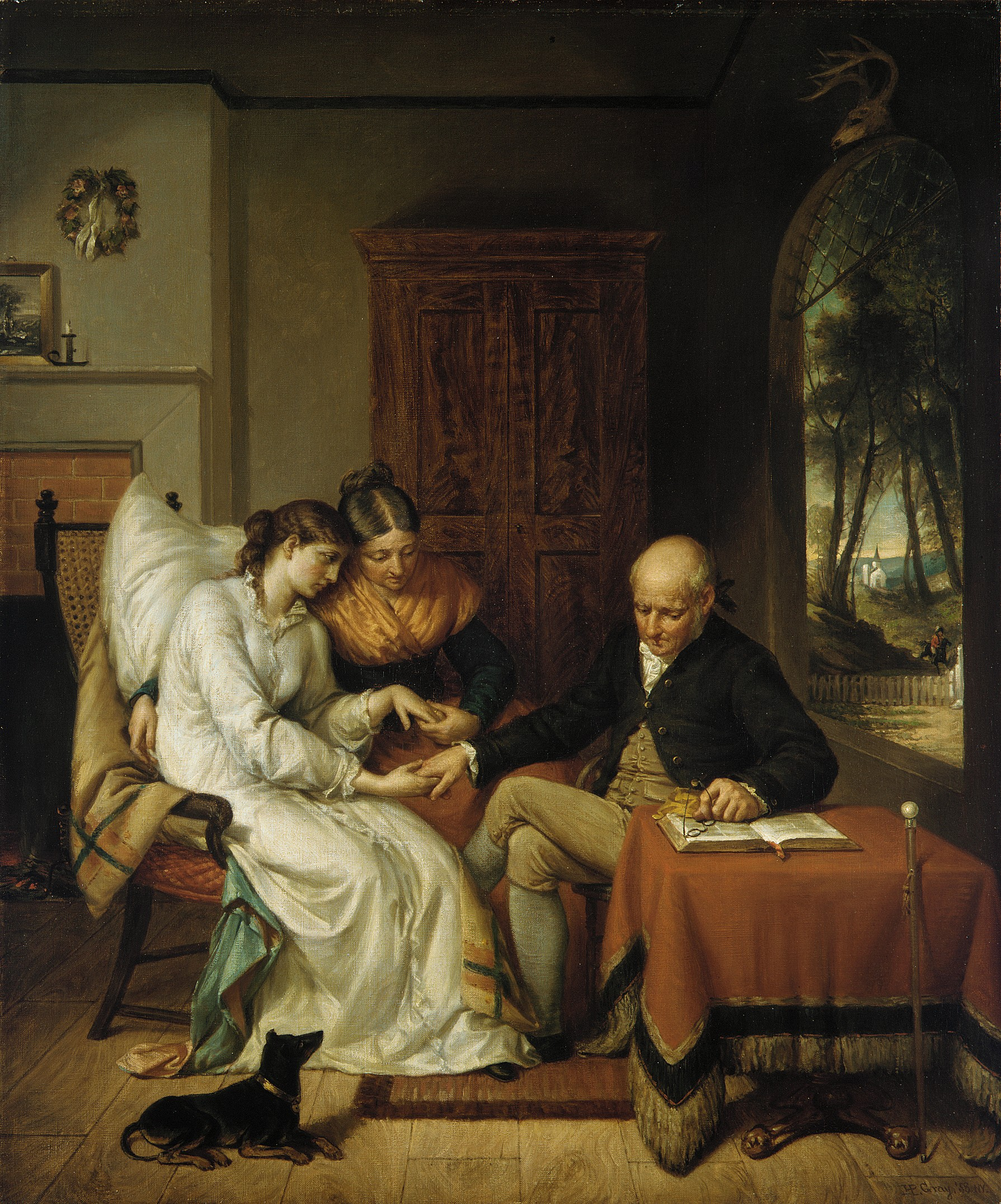
"The Pride of the Village"